# Cecidomyia paula
Cecidomyia paula är en tvåvingeart som först beskrevs av Frederick Askew Skuse 1888.  Cecidomyia paula ingår i släktet Cecidomyia och familjen gallmyggor. Inga underarter finns listade i Catalogue of Life.